# Área de conservación nacional de los Estados Unidos

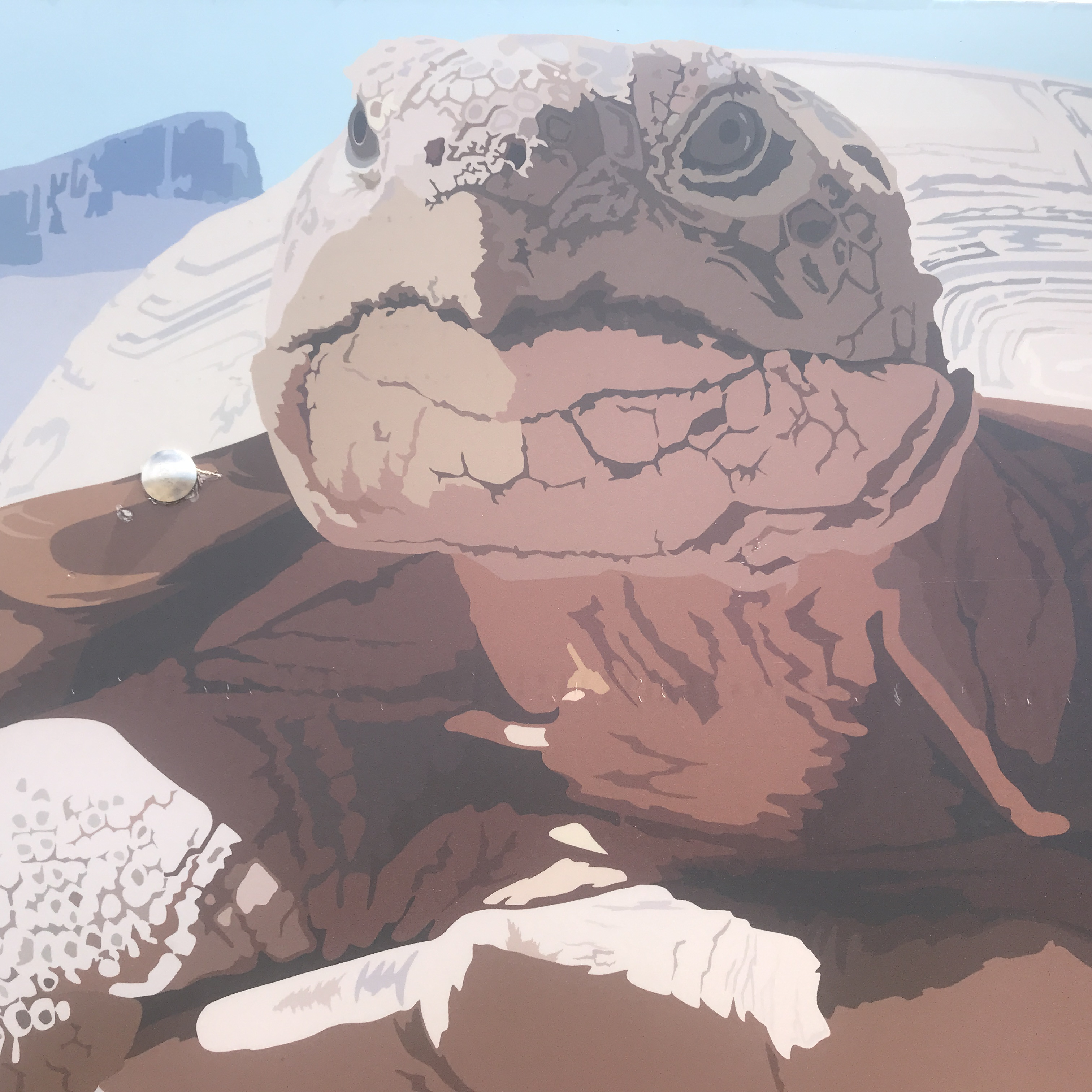
Cartel que anuncia la entrada al área de conservación nacional de Beaver Dam Wash. Esta área también incluye el Monumento Nacional Joshua Tree y el Área de Estudio del Desierto de Woodbury.

Un área de conservación nacional (en inglés, National Conservation Area) es una designación de determinadas áreas protegidas de Estados Unidos. Las áreas de conservación nacional están administradas por la Bureau of Land Management y pertenecen al Sistema de Conservación de Paisajes Nacionales («National Landscape Conservation System»). 
Las restricciones varían entre las distintas áreas de conservación, pero, por lo general, no pueden ser vendidos o arrendadas en virtud de las leyes mineras y el uso de vehículos de motor está restringido. 
En marzo de 2009, en el Sistema de Conservación de Paisajes Nacionales había doce áreas de conservación nacional.
| Estado                                             | Nombre       | BLM Acres |
| -------------------------------------------------- | ------------ | --------- |
| King Range                                         | California   | 57,288    |
| Las Cienegas                                       | Arizona      | 35,280    |
| Gila Box Riparian                                  | Arizona      | 21,767    |
| San Pedro Riparian                                 | Arizona      | 55,495    |
| Steese                                             | Alaska       | 1,208,624 |
| Gunnison Gorge                                     | Colorado     | 62,844    |
| McInnis Canyons                                    | Colorado     | 122,300   |
| Snake River Birds of Prey                          | Idaho        | 484,034   |
| El Malpais                                         | Nuevo México | 339,100   |
| Black Rock Desert-High Rock Canyon Emigrant Trails | Nevada       | 799,165   |
| Red Rock Canyon                                    | Nevada       | 195,819   |
| Sloan Canyon                                       | Nevada       | 48,438    |